# Ganga Chu

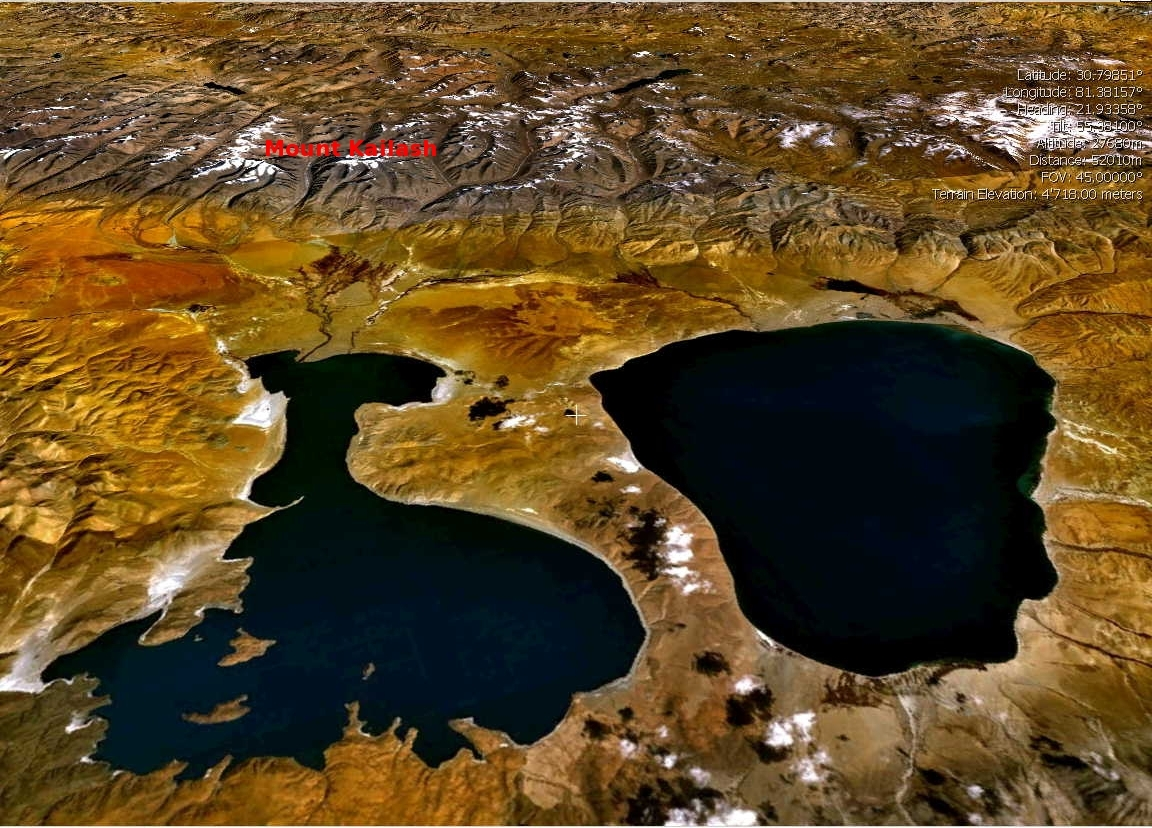
Vista satellitare del Lago Rakshastal (sinistra) e del Lago Manasarovar (destra), dominate dal Monte Kailash (NASA).

Il Ganga Chu è uno stretto canale naturale che collega il Lago Manasarovar con il Lago Rakshastal in Tibet. L'acqua scorre dal Lago Manasarovar verso il Lago Rakshatal. 
Il flusso non è perenne. Quando è presente viene considerato un buon anno. A causa del flusso da un lago verso l'altro, la tradizione attribuisce al Lago Manasarovar caratteristiche maschili, mentre al Lago Rakshastal caratteristiche femminili. 
Secondo il mito una volta nel Lago Manasarovar c'erano due pesci d'oro. Un giorno si misero a combattere e il perdente fuggì nel vicino scavando il canale.